# ヴェイユコホモロジー
代数幾何学において、ヴェイユコホモロジー (Weil cohomology) あるいは ヴェイユコホモロジー論 (Weil cohomology theory) とは、代数的サイクルとコホモロジー群の関係性についてのある公理系を満たすコホモロジーのことを言う。名前はアンドレ・ヴェイユ (André Weil) にちなむ。周モチーフを通してヴェィユコホモロジーが分解するという意味で、周モチーフの圏が普遍ヴェイユコホモロジー論である限りは、ヴェィユコホモロジー論がモチーフの理論で重要な役割を演じる。しかしながら、周モチーフの圏はアーベル圏ではないので、ヴェィユコホモロジー論をもたらさないことにも注意する必要がある。

## 定義
ヴェイユコホモロジー(Weil cohomology)は、反変函手
H*: {体 k 上の滑らかな射影代数多様体} → {次数付き K-代数}
で、以下の公理に従う。体 K は k とは異なっているので混乱しないでほしい。体 K は標数 0 であり、係数体と言われるのに対し、基礎体 k は任意である。X を次元 n の滑らかな射影代数多様体とすると、次数付き K-代数(K-algebra) {\displaystyle H^{*}(X)=\oplus H^{i}(X)} は次の条件を満たす。
1. {\displaystyle H^{i}(X)} は有限次元の K-ベクトル空間である。
2. {\displaystyle H^{i}(X)} は、i < 0 および i > 2n に対し 0 となる。
3. {\displaystyle H^{2n}(X)} は K に同型である（いわゆる向き付け写像）
4. ポアンカレ双対性、つまり、非退化なペアリング {\displaystyle H^{i}(X)\times H^{2n-i}(X)\to H^{2n}(X)\cong K} が存在する。
5. 標準的なキュネット（英語版）(Künneth)同型写像： {\displaystyle H^{*}(X)\otimes H^{*}(Y)\to H^{*}(X\times Y)} が存在する。
6. サイクル写像(cycle-map)： {\displaystyle \gamma _{X}\colon Z^{i}(X)\to H^{2i}(X)} の存在。ここに前者の群は余次元 i の代数的サイクルを意味し、函手 H に関してある整合性条件、キュネット同型と点 X に対しサイクル写像が包含写像 Z ⊂ K であること。
7. 弱レフシェッツ公理 (weak Lefschetz axiom)： 任意の滑らかな超平面切断（英語版）(hyperplane section) j: W ⊂ X (つまり、W = X ∩ H、H は周りの射影空間の中のある超平面) に対し、写像 {\displaystyle j^{*}\colon H^{i}(X)\to H^{i}(W)} は i ≥ n − 2 に対し同型であり、i ≤ n − 1 に対し単射である。
8. 強レフシェッツ公理 (hard Lefschetz axiom)： 再び W を超平面切断とし、{\displaystyle w=\gamma _{X}(W)\in H^{2}(X)} をサイクル類写像による像とする。レフシェッツ作用素 (Lefschetz operator) {\displaystyle L\colon H^{i}(X)\to H^{i+2}(X)} は x を x・w へ写像する（ドットは代数 H*(X) での積を表す）。公理は、{\displaystyle L^{i}\colon H^{n-i}(X)\to H^{n+i}(X)} が i = 1, ..., n に対し同型写像であるというものである。

## 例
4つの古典的ヴェイユコホモロジー論がある。
- C 上の多様体を解析的位相（GAGA参照）を用いて位相空間と見なしたときの特異コホモロジー（ベッチコホモロジーともいう）
- 標数 0 の基礎体上のド・ラームコホモロジー： C 上で微分形式により定義、一般には、ケーラー微分の複体による（参照、代数的ド・ラームコホモロジー（英語版）(algebraic de Rham cohomology)）
- 標数が l でない体上の多様体の l-進コホモロジー
- クリスタルコホモロジー（英語版）(crystalline cohomology)

ベッチコホモロジーとド・ラームコホモロジーの場合の公理の証明は、比較的容易で古典的であるのに対し、l-進コホモロジーの上記の性質は深い定理となっている。
複素次元が n の（複素）多様体は実次元が 2n であるという事実より、ベッチコホモロジー群の次数が次元の 2 倍を超えると 0 となることは明らかであるので、これらの高次コホモロジー群は消える（例えば単体（コ）ホモロジー(simplicial (co)homology)と比較することによって）。サイクル写像についても理解し易い説明がある。複素次元 n の（コンパクト）多様体 X の任意の（複素） i 次元の部分多様体が与えられると、この部分多様体にそって (2n−i)-形式を積分することができる。ポアンカレ双対の古典的なステートメントは、これが非退化なペアリングを与えることである。
{\displaystyle H_{i}(X)\otimes H_{\text{dR}}^{2n-i}(X)\rightarrow \mathbf {C} }
したがって（ド・ラームコホモロジーとベッチコホモロジーとの比較を通して）同型
{\displaystyle H_{i}(X)\cong H_{\text{dR}}^{2n-i}(X)^{\vee }\cong H^{i}(X)}
を得る。